# Подколенная мышца
Подколенная мышца (лат. Musculus popliteus) — мышца голени задней группы.
Представляет собой плоский, короткий мышечный тяж, который лежит непосредственно на задней поверхности капсулы коленного сустава. Начинается от латерального мыщелка бедренной кости и дугообразной подколенной связки. Направляясь вниз и слегка расширяясь, мышца прикрепляется на задней поверхности большеберцовой кости выше лат. linea m. solei.

## Функция
Сгибает голень, вращая её внутрь, а также оттягивает капсулу коленного сустава.